# NGC 3544
NGC 3544 (NGC 3571) je prečkasta spiralna galaktika u zviježđu Peharu. Naknadno je utvrđeno da je NGC 3571 ista galaktika.

## Vanjske poveznice
- (eng.) SEDS: NGC 3544
- (eng.) Revidirani Novi opći katalog
- (eng.) Izvangalaktička baza podataka NASA-e i IPAC-a
- (eng.) Astronomska baza podataka SIMBAD
- (eng.) VizieR